# 殖民地公路

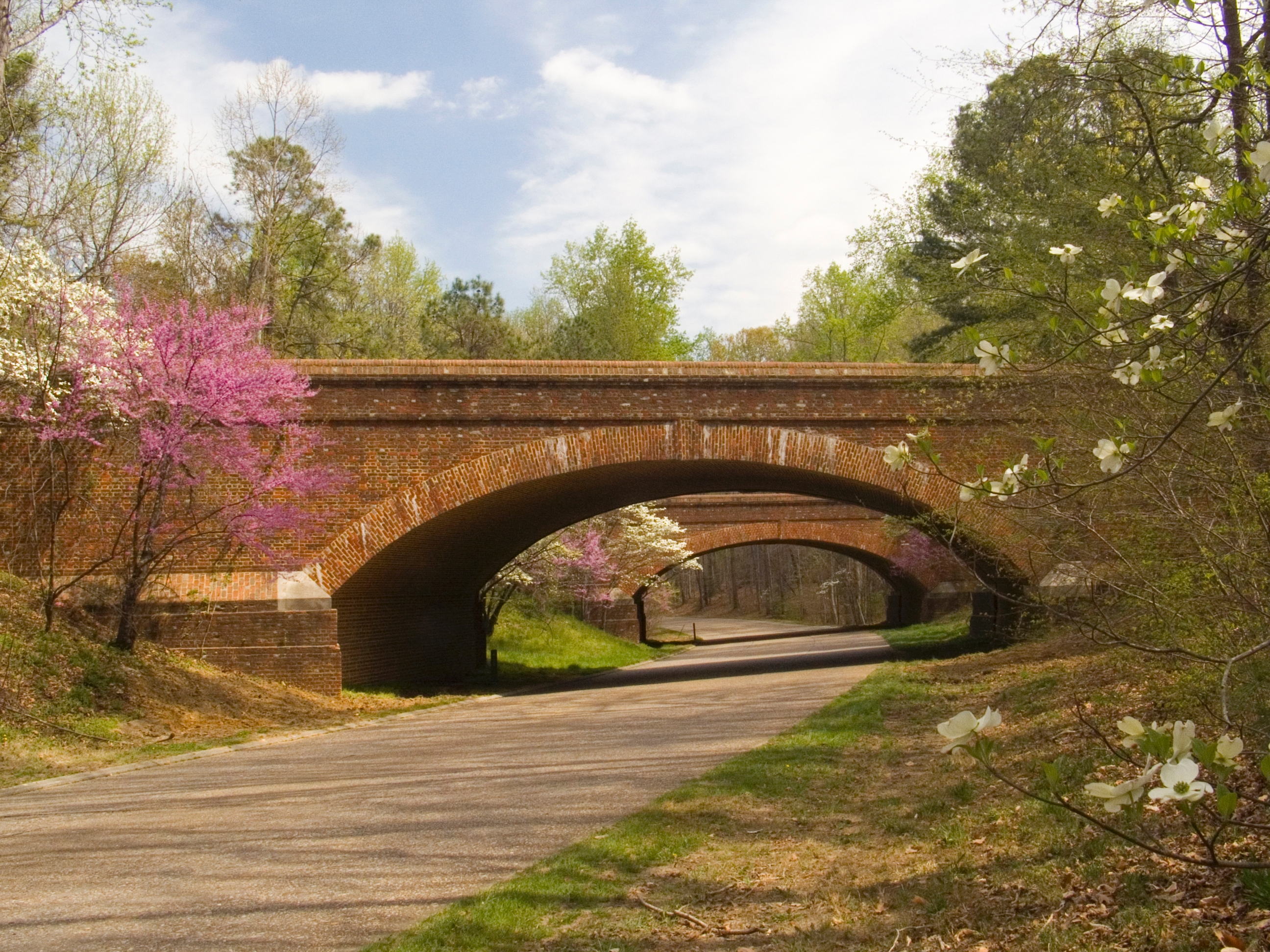

殖民地公路位于美国維吉尼亞州东部，長37公里，連接威廉斯堡、詹姆斯鎮和約克鎮這三個維吉尼亞歷史三角的殖民地时期历史景点。殖民地公路修造於1930年至1957年間，现在属于美国国家公园署的殖民地国家历史公园及美國風景道路的一部分。殖民地国家历史公园的主题是美国独立前殖民地时期各方面的历史原貌，殖民地公路的设计也考虑了这一点。路线选择尽量的避开了有现代文明商业痕迹的区域。路面上没有标示普通道路的车道线，路牌和交通标志也在保证安全的前提下，控制到最少的程度。沿途建有观景区，便于游人停车观景。

## 交通
殖民地公路穿过的区域有不少野生生物，因此道路限速较低，以保护游客和动物的安全。除了公共汽車或轿车外，卡车和其他商用車輛不能進入。美國国家公園警察负责管理殖民地公路的交通和治安。

## 景点

### 詹姆斯鎮
殖民地公路的西端起点是詹姆斯鎮。1607年，英國在美洲大陆建立的第一個殖民地就是詹姆斯鎮。今天，如果游客从詹姆斯河南岸乘轮渡到达詹姆斯鎮的话，他们看到的景象可能与当年首批殖民者到来时的相差不多。轮渡码头附近陈列有三艘当年船只的缩小复制品。

### 殖民地威廉斯堡
殖民地公路的中間點是威廉斯堡（即殖民地威廉斯堡），曾是維吉尼亞首府。20世紀早期，牧師古德溫致力保存和恢復殖民時代的建築。在他的努力下，很多殖民時代的建築得以修复或重建。现在，威廉斯堡有保存最好的美国早期建筑群。工作人员身着殖民时代的服装，重现给游客当时日常生活的各个方面。殖民地威廉斯堡因而成為一个吸引大量游客的旅遊景點。

### 約克鎮
維吉尼亞歷史三角的第三點是約克鎮。1781年英國康華里將軍在这里向华盛顿投降，标志了美國革命的结束。

## 外部連結
- Colonial National Historical Park website （页面存档备份，存于） You can plan your visit on-line.
- NPS Colonial Parkway webpage （页面存档备份，存于）
- Virginia Roads - Colonial Parkway （页面存档备份，存于） (Steve Alpert)
- VDOT Jamestown Ferry website